# دروري لين

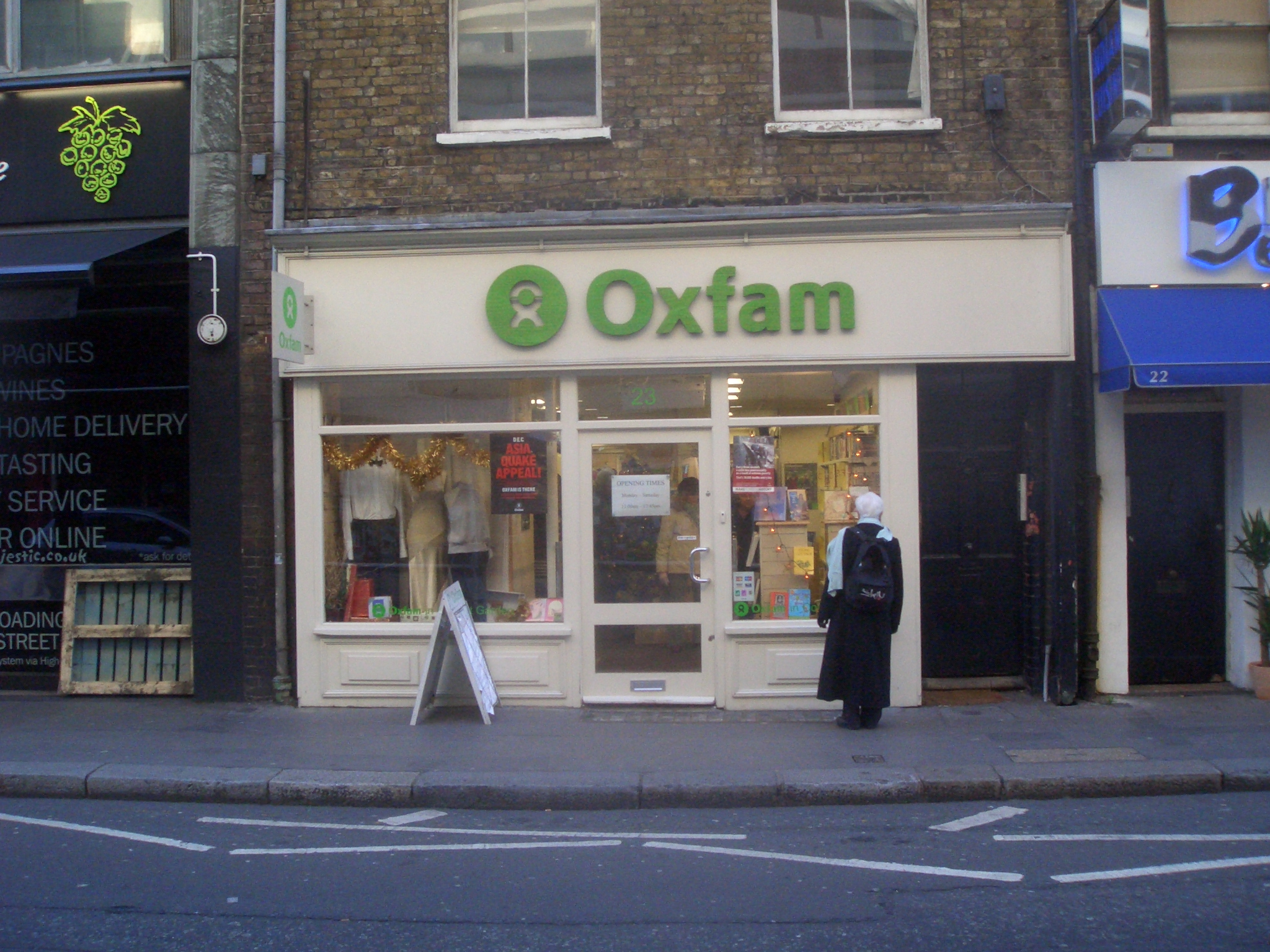
متجر أوكسفام في شارع دروري

شارع دروري هو شارع في مدينة لندن، يربط بين هاي هولبورن وألدويتش، وأشهر معالمه المسرح الملكي، الذي يطلق عليه عادة اسم مسرح شارع دروري.
يواجه المبنى الحالي للمسرح، شارع كاثرين. هذا المبنى هو المبنى الرابع الذي يحمل الاسم نفسه في المكان نفسه. فقد بني المسرح لأول مرة، على يد توماس كيليجرو، بتفويض من الملك تشارلز الثاني، في عام 1662. وفي عام 1674 أعاد السير كريستوفر رن بناء المسرح، بعد أن تعرض لحريق. وفي عام 1775 جدد روبرت آدم تشييد المسرح للممثل ديفيد جاريك. هدم هذا المبنى في عام 1791، ثم أعيد بناؤه، بيد أن المبنى الجديد تعرض لحريق في عام 1809. وقد أعيد بناء المسرح مرة أخرى على يد بنيامين وايت، الذي ظل الجزء الداخلي منه باقيا حتى اليوم.
كان سكنا لاسر من انصار اسره تيودور المالكه ومنهم اسره دروري.